# Pædagogisk diplomuddannelse
Pædagogisk diplomuddannelse (forkortet PD) er en videregående voksenuddannelse på diplomniveau.
Uddannelsen kan gennemføres inden for forskellige specialer, hvor nogle har et fagdidaktisk og pædagogisk sigte og andre et mere overordnet ledelsesmæssigt sigte. Uddannelsens struktur består af seks moduler, hvoraf to er obligatoriske – det ene er videnskabsteori og pædagogik samt det afsluttende, der er et afgangsprojekt. De fire øvrige moduler vælger den studerende inden for de enkelte specialer. 
PD kan gennemføres på 1 år som fuldtidsstudium eller over 2-3 år på deltid. Hvert modul afsluttes med eksamen. Uddannelsen skal være afsluttet inden for seks år fra første eksamen er aflagt, hvis man ønsker at opnå diplomgraden PD.